# Loparite-(Ce)
La loparite-(Ce) est une espèce minérale formée d'oxyde de titane, de niobium de sodium, de calcium et de cérium avec des traces de Sr, Th, Fe, La, Si, Zr et Si du groupe de la pérovskite. Sa couleur varie de noir à gris et elle peut apparaître grise à blanche sur lames minces polies, avec des réflexions internes brun-rougeâtre. Sa formule chimique est (Ce,Na,Ca)(Ti,Nb)O3. Le minéral nioboloparite est une variation de loparite-(Ce) contenant du niobium.
La loparite est un minéral primaire des Syénites à néphéline et des pegmatites. On la trouve aussi remplaçant la perovskite dans les carbonatites.

## Historique de la description et appellations

### Inventeur et étymologie
La loparite a été décrite en 1922 par Alexandre Fersman,.
Le terme provient du mot Lopar, le nom russe pour les Samis, les habitants autochtones de la péninsule de Kola, et du cérium contenu,.

### Topotype
En Russie, dans les massifs de Khibiny et du Lovozero, notamment autour de Redva, dans la péninsule de Kola, qui dépend de l'oblast de Mourmansk.

## Caractéristiques physico-chimiques

### Cristallochimie
- Elle fait partie du groupe du groupe de la pérovskite :

Groupe de la pérovskite
- Bariopérovskite ou titanate de baryum : BaTiO3
- Isolueshite (it) : (Na,La,Ca)(Nb,Ti)O3
- Lakargiite : Ca(Zr,Sn,Ti)O3
- Latrappite (it) : (Ca,Na)(Nb,Ti,Fe)O3
- Loparite-(Ce) : (Na,Ce,Ca,Sr,Th)(Ti,Nb,Fe)O3
- Lueshite : NaNbO3
- Macédonite ou titanate de plomb : PbTiO3
- Mégawite ou titanate d'étain : CaSnO3
- Pérovskite ou titanate de calcium : CaTiO3
- Tausonite ou titanate de strontium : SrTiO3

## Cristallographie
La loparite cristallise dans une structure pérovskite cubique à température ambiante et pression ambiante.
Paramètres de la maille conventionnelle : a = 3,85 Å, Z = 1; V = 57,07 Å3, densité calculée 4,79 g cm−3.

Structure cristalline de la loparite
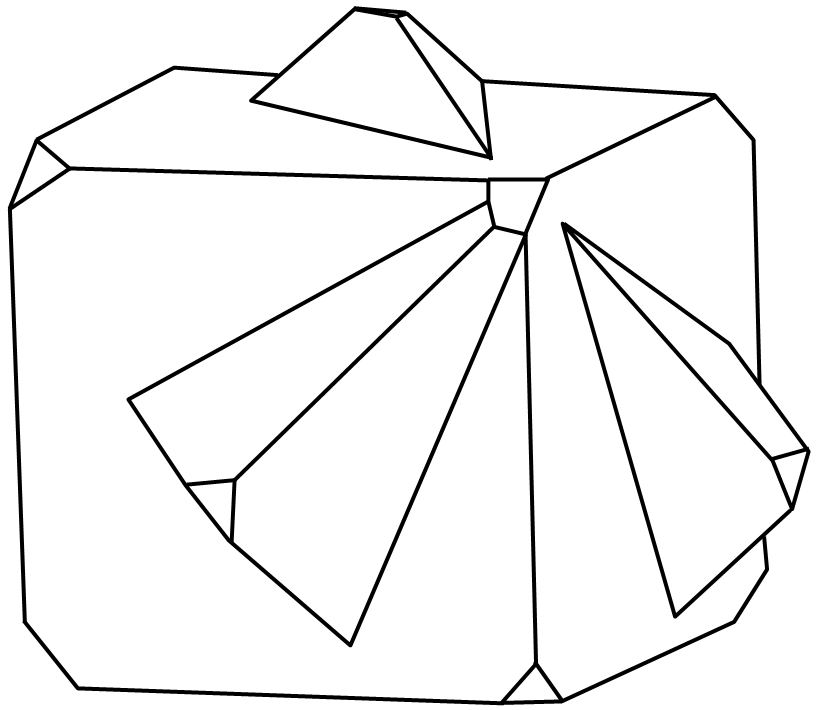
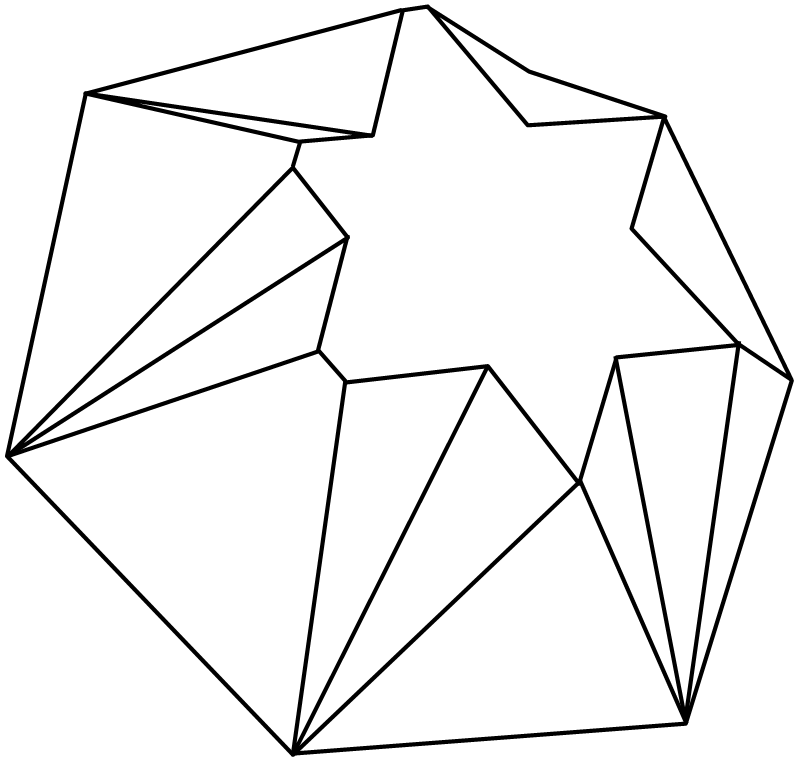
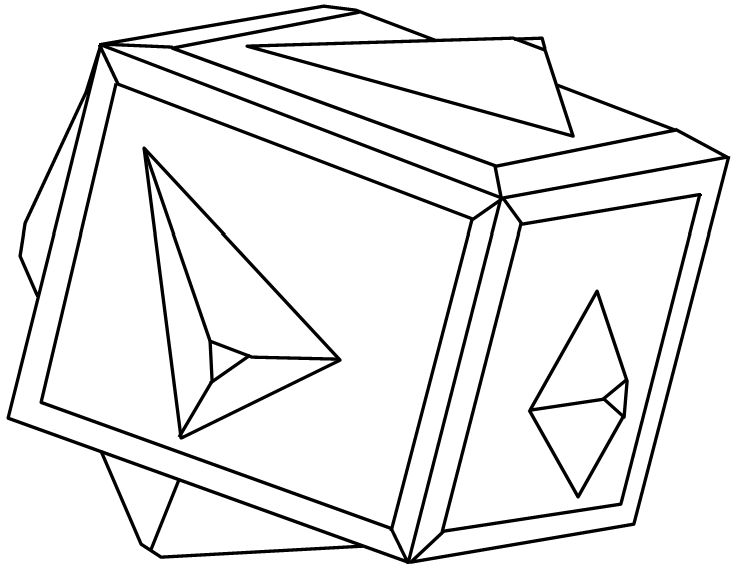